# Max Rauner
Max Rauner (* 1. Juli 1970 in Berlin) ist ein deutscher Journalist.

## Leben
Nach dem Besuch der Grundschule in Berlin und in Hagen im Bremischen ging er 1986 an die High School in Chattanooga, Tennessee (USA), die er im Mai 1987 mit dem High School Diplom abschloss. Im selben Jahr wechselte er an das Gymnasium Wesermünde in Bremerhaven und bestand dort im Mai 1989 seine Abiturprüfungen. Nach dem Zivildienst studierte er Physik und Philosophie in Konstanz, Heidelberg und Boulder. An der Universität Hannover wurde er am Institut für Quantenoptik, wo er von 1995 bis 1998 in der Arbeitsgruppe von Wolfgang Ertmer forschte, mit einer Dissertation über Quantenoptik promoviert. Anschließend war er ab September 1998 vier Jahre lang als Redakteur für die Physikalischen Blätter in Weinheim tätig. 2001 wechselte er als Hospitant ins Wissens-Ressort der Zeit; 2004 entwickelte er das Magazin Zeit Wissen mit, für das er seitdem als Redakteur arbeitet.

## Anfeindungen
Im Jahr 2012 beschrieb Jens Lubbadeh in der Süddeutschen Zeitung, wie Claus Fritzsche vom Deutschen Zentralverein homöopathischer Ärzte gezielt eine Onlinekampagne mit diffamierender Kritik gegen Rauner lancierte, nachdem dieser den bekannten Homöopathiekritiker Edzard Ernst in einem Porträtartikel gewürdigt hatte.

## Preise und Auszeichnungen
- acatech-Preis für Technikjournalismus
- Prix Media der Akademie der Naturwissenschaften Schweiz
- Georg von Holtzbrinck Preis für Wissenschaftsjournalismus
- Medienpreis Medizin Mensch Technik